# Туман війни

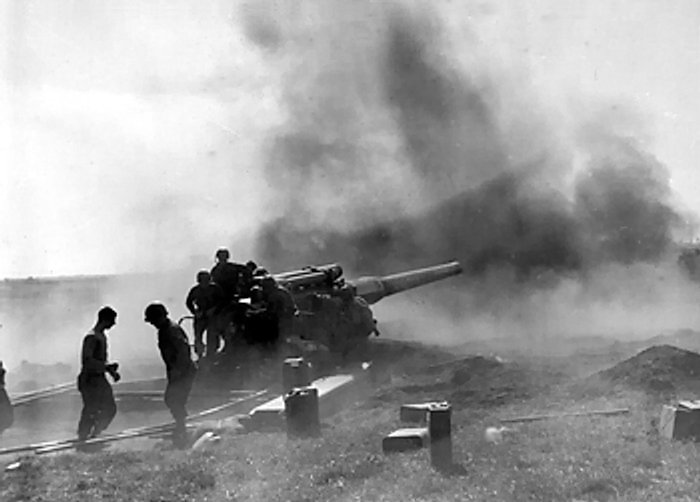
«Три чверті того, на чому будується дія на війні, лежить в тумані невідомості»

«Тума́н війни́» (нім. Nebel des Krieges) — термін, що означає непевність і мінливість даних про становище театру військових дій. Цей термін має на меті охопити невизначеність щодо власних можливостей, можливостей супротивника та його намірів під час бою, операції чи кампанії. Збройні сили намагаються зменшити туман війни за допомогою військової розвідки та ситуаційної обізнаності. 
Також термін став загальновживаним для визначення механіки невизначеності у стратегічних відеоіграх.

## Визначення

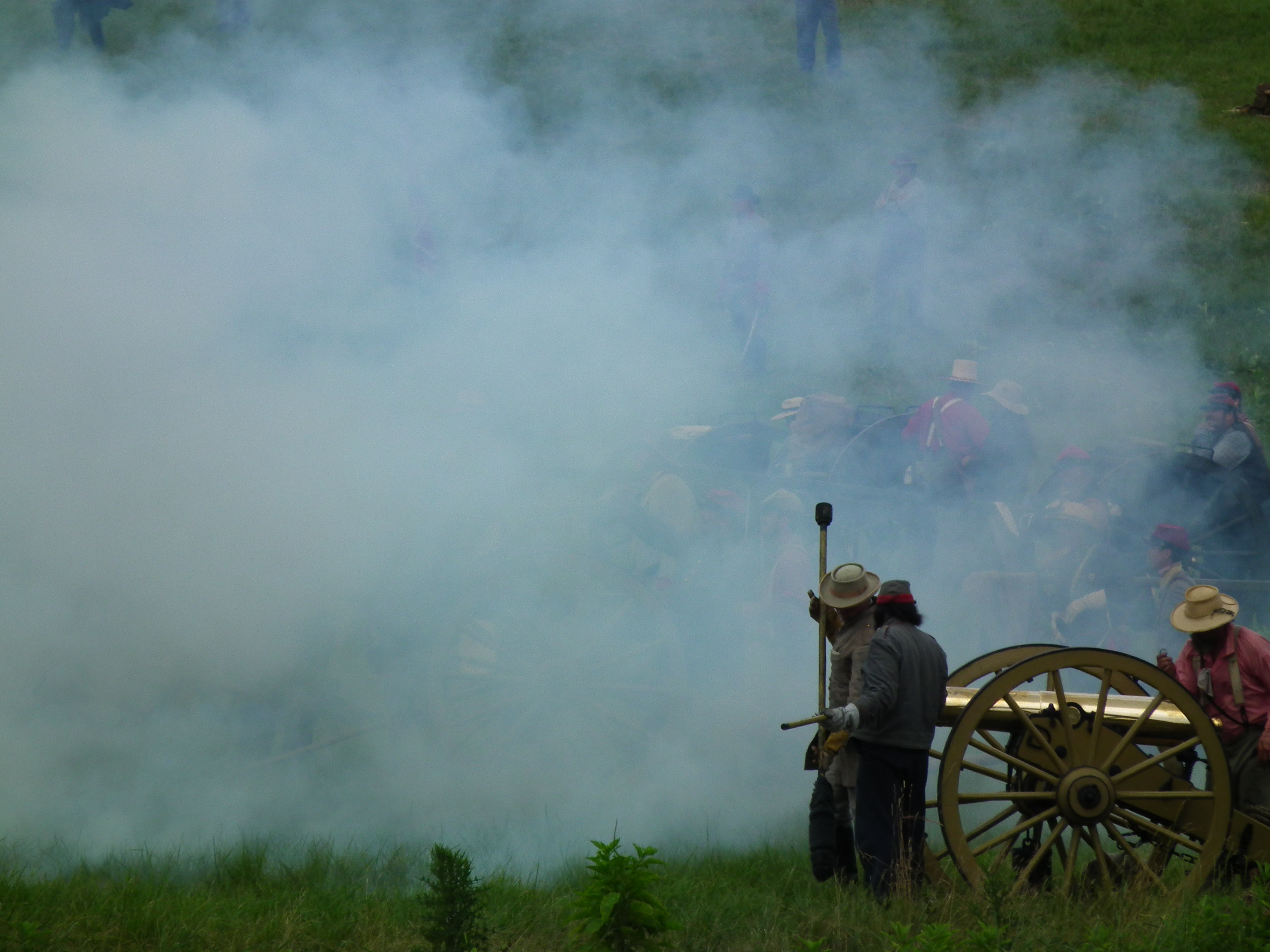
В епоху димного пороху в гущавині битви видимість була не кращою, ніж у густому тумані

Вважається, що термін запроваджено 1832 року в трактаті «Про війну» прусським воєначальником Карлом фон Клаузевіцем. Однак, це не зовсім відповідає дійсності. Клаузевіц справді вжив метафору «туману» та «сутінок», які приховують від військових справжню картину бойових дій, але не вживав поняття «туману війни» дослівно, а також не надавав йому значної ваги. Іншою хибою є думка про те, що туман війни мав означати щільний дим, що охоплював поля битви часів димного пороху — насправді ця паралель була створена та популяризована письменниками 19-го століття.
|  | Війна — область недостовірного: три чверті того, на чому будується дія на війні, лежить в тумані невідомості, і, отже, щоб розкрити істину, потрібно перш за все, тонкий, гнучкий, проникливий розум… Недостовірність вістей і постійне втручання випадковості призводять до того, що воїн насправді стикається з абсолютно іншим станом речей, ніж очікував; це не може не відбиватися на його плані або принаймні на тих уявленнях про обстановку, що лягли в основу цього плану. Якщо вплив нових даних настільки сильний, що рішуче скасовує всі прийняті припущення, то на місце останніх повинні виступити інші, але для цього, зазвичай, не вистачає даних, так як в потоці діяльності події обганяють рішення і не дають часу не тільки зріло обдумати нове положення, але навіть гарненько озирнутися. Втім, значно частіше виправлення наших уявлень про обстановку та ознайомлення з зустрінутою випадковістю виявляються недостатніми, щоб зовсім перекинути наші наміри, але можуть, все-таки, їх похитнути. Знайомство з обстановкою зростає, але наша невпевненість не зменшується, а навпаки — збільшується. Причина цього полягає в тому, що необхідні відомості надходять не відразу, а поступово. Наші рішення безперервно піддаються тискові нових даних, і наш дух весь час повинен залишатися у всеозброєнні. |

## У відеоіграх

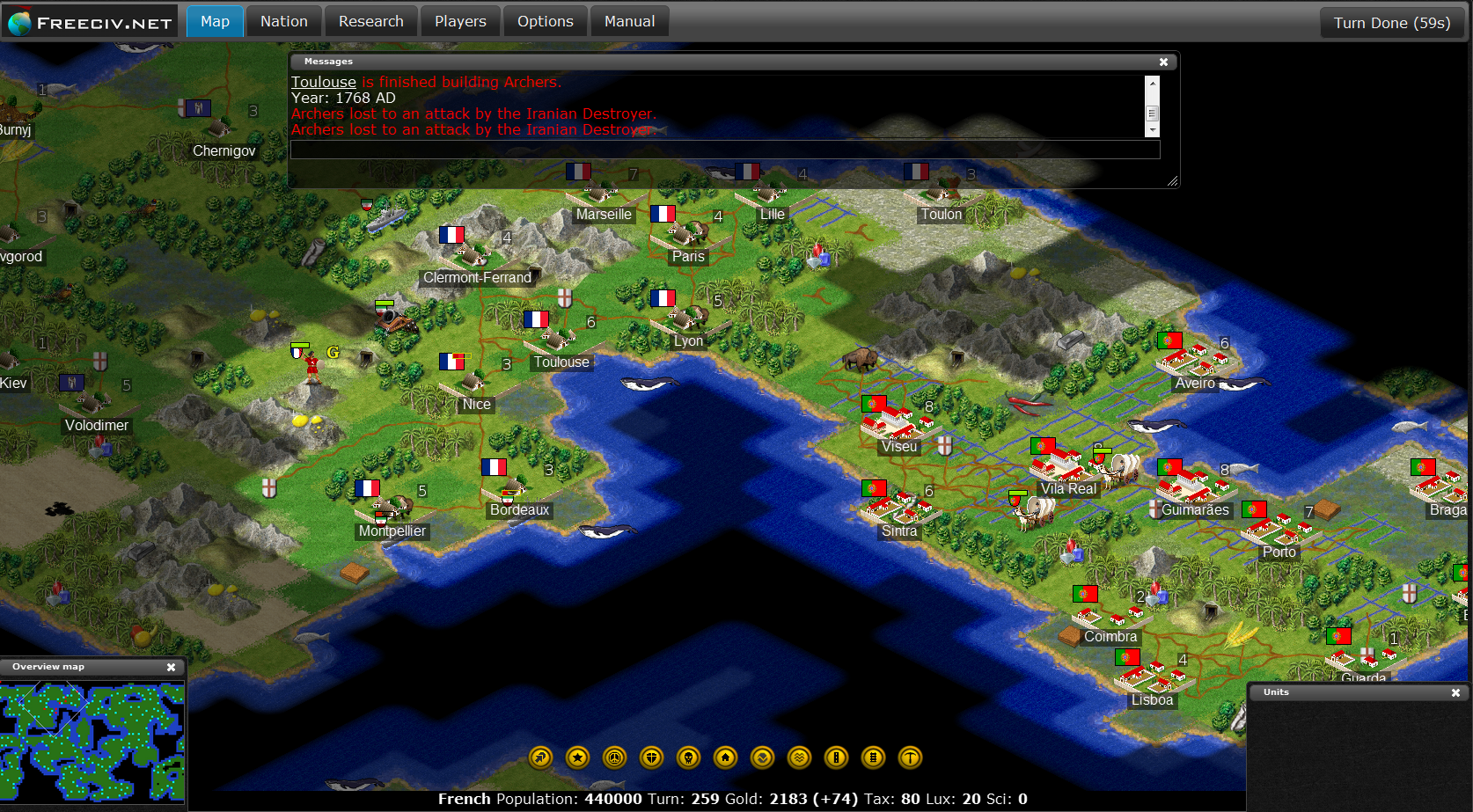
Туман війни у грі Freeciv: нерозвідані території цілком чорні, а території поза радіусом спостереження приховані темрявою.

У стратегічних відеоіграх туман війни є ігровою умовністю — зазвичай темним чи напівпрозорим покривом, що приховує деталі місцевості та ворожі війська. Завдяки цьому противники не мають на початку інформації одне про одного та перебувають в рівних умовах. «Туман війни» розсіюється в радіусі огляду військ, але часто знову згущується, коли вони відходять.
Зазвичай, коли ділянка карти розвідана, її незмінні складові (рельєф, неруйнівні споруди) залишаються видними, але гравець не може бачити пересування бойових одиниць противника і зведення нових будівель. Іноді залишається видимою ситуація в останній відомій (але необов'язково актуальній) варіації. У деяких іграх «туман війни» можна відключити, в інших його присутність — невід'ємна частина правил, в тому числі для комп'ютерного опонента.
Перше використання туману війни було в грі Empire 1977 року Волтера Брайта. Ще одним раннім використанням туману війни була гра Tanktics 1978 року, розроблена Крісом Кроуфордом, яку критикували за ненадійну та «заплутану» систему туману війни. 1982 року Кроуфорд запропонував «обмежити кількість інформації, доступної гравцеві-людині», щоб компенсувати брак інтелекту комп'ютера.
У статті 1988 року в журналі Computer Gaming World Дейв Арнесон назвав туман війни «одним з найбільших „плюсів“ комп'ютерних симуляцій», тоді, як Кроуфорд дійшов висновку, використовуючи Tanktics як приклад, що системи туману війни у відеоіграх ставали тим менш «цікавими», чим більш реалістичними вони були, що призвело до використання спрощених систем.
Дві великі франшизи Blizzard, Warcraft та StarCraft, використовують туман війни, який виявляє особливості місцевості та ворожі підрозділи лише через розвідку гравця. Без активного спостереження, раніше відкриті ділянки карти покриваються пеленою, крізь яку видно лише місцевість, але не зміни у ворожих підрозділах або базах. Це також поширено як у покрокових, так і в стратегічних іграх у реальному часі, таких як League of Legends, серія Close Combat, серія Total War, серія Age of Empires, серія Red Alert, серія Advance Wars, серія Fire Emblem, серія Sid Meier's Civilization та серія Supreme Commander.
Туман війни дає гравцям стимул розкривати світ гри. Описано, що примус до виявлення затемнених частин карти дає відчуття дослідження невідомого Кроуфорд сказав, що «розумне» використання туману війни, наприклад, необхідність висилати розвідників, «не тільки здається природним, але й … додає реалізму та захоплення грі» Merchant Prince відображає над недослідженою територією те, що Computer Gaming World описав, як «карту в стилі ренесансу сумнівної точності». У деяких стратегічних іграх, які використовують туман війни, ворожий ШІ може знати позиції всіх інших юнітів і будівель на карті, щоб компенсувати відсутність справжньої розвідки, що гравці можуть розцінити як шахрайство, якщо це буде виявлено.